# Dans på fläck
Dans på fläck avser former av pardans där de dansande paren inte förflyttar sig runt dansgolvet, utan varje par dansar på ett eget ställe, eller inom ett litet område. Dans på fläck var det normala vid pardans innan valsen kom. I vals förflyttar sig paren däremot i en motsols bana runt rummet, vare sig de för tillfället dansar med- eller motsols relativt sin partner. De flesta pardanser dansas i så kallad valsbana. Detta gäller numera även de flesta äldre danser, till exempel de flesta polskor, som ursprungligen dansades på fläck. Men framförallt i Västsverige finns traditionella danser bevarade som dansas på fläck. Det finns också traditionella upptecknade och dokumenterade danser där det äldre danssättet "på fläck" kombinerats med det senare danssättet "valsbana".